# Aranyosmeggyes

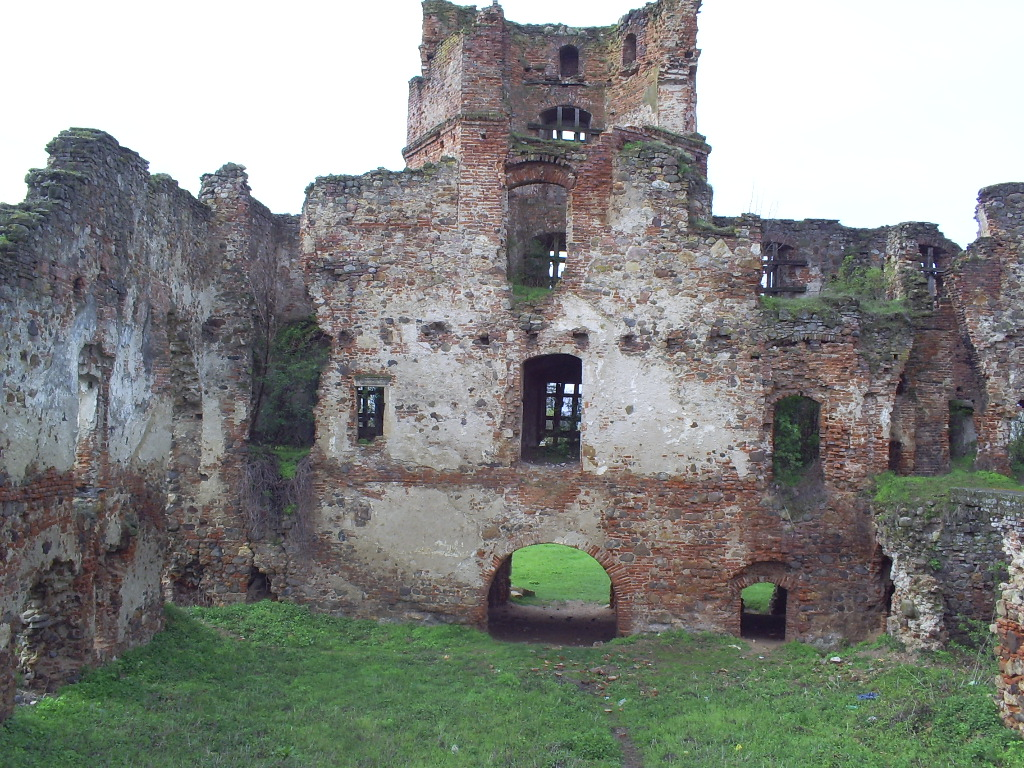

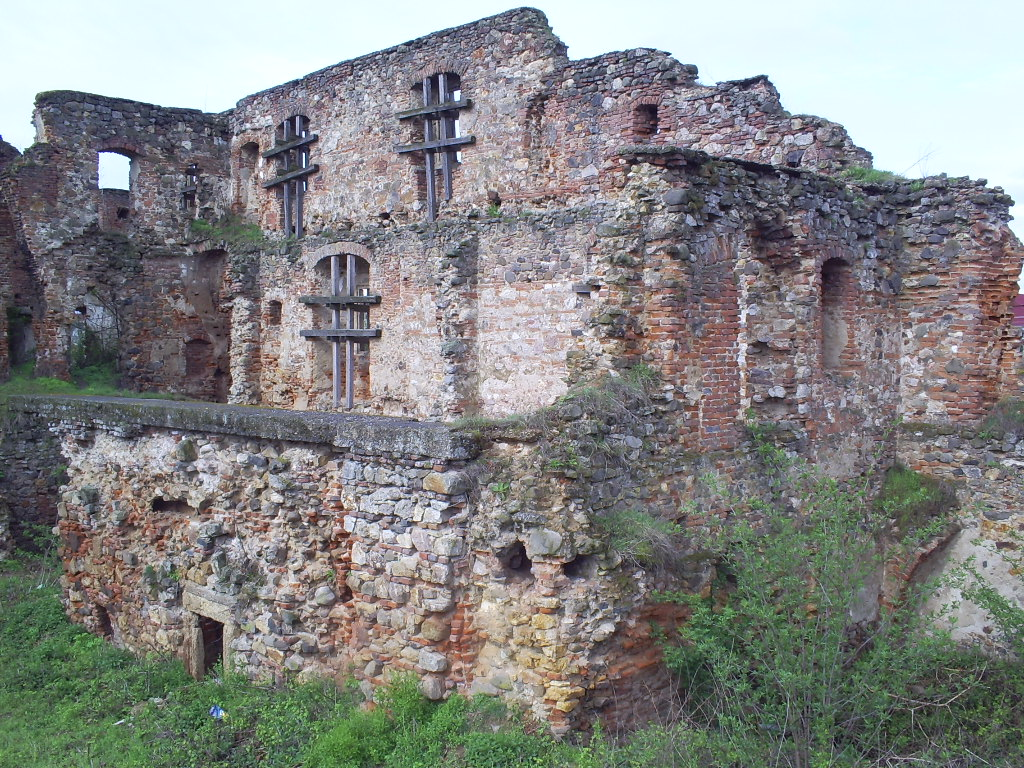

Aranyosmeggyes (Aranyosmedgyes, románul: Medieșu Aurit) falu és községközpont Romániában, Szatmár megyében.

## Nevének eredete
Magyar nevének két tagja Kiss Lajos szerint eredetileg két különböző települést jelölhetett, amelyek idővel egybeépültek. Előbbit először 1271-ben említették Medyes, utóbbit 1292-ben Oronos alakban, míg az összetett név először 1608-ban bukkan fel. Román neve korábban csupán Medieș volt, az 'aranyos' jelentésű Aurit elemet 1918 után, hivatalos névadással adták hozzá.

## Fekvése
Szatmárnémetitől 21 km-re keletre, síkságon fekszik. A község tengerszint feletti magassága 115 és 160 méter között változik. Területéből 6435 hektár szántóföld, 1712 legelő, 482 rét és 317 erdő.

## Népessége

### A népességszám változása
Népességének történeti alakulása az egyes településrészek el- és hozzácsatolása miatt nehezen követhető. Az elmúlt másfél évszázadban két jelentős népességgyarapodás történt; az 1890-es években parcellázás folytán több száz fővel nőtt a falu, 2001–2002-ben pedig több mint ötszáz fővel a község népessége. Utóbbi többletet főként Szatmárnémetiből ideköltöző családok okozták.

### Etnikai és vallási megoszlás
- 1880-ban 2253 lakosából 1613 volt román, 554 magyar, 47 cigány és 32 német anyanyelvű; 1626 görögkatolikus, 315 zsidó, 229 református és 80 római katolikus vallású.
- 2002-ben 2704 lakosából 2369 volt román, 298 magyar és 30 cigány nemzetiségű; 2271 ortodox, 238 református, 67 görögkatolikus, 56 római katolikus és 46 pünkösdi hívő.

## Története
Határa jelentős régészeti lelőhely. A Șuculeu határrészben a bronzkorból a felsőszőcsi kultúra gazdag leletanyagát tárták föl, szépen díszített kerámiaedényekkel, az 1–4. századból pedig egy fazekasműhelyt. A medgyesiek 1271-ben V. Istvántól kaptak hospesszabadságot. Várát és a hozzátartozó uradalmat (amelyet később szinyéri uradalomként is emlegettek) 1280-ban a Pok nembeli Morócok szerezték meg. A 15. században mezővárosként említik. 1500 körül ferences kolostora és a 16. század elején iskolája is működött. A Moróc család kihalása után az uradalomra már korábban is ácsingózó Báthori-család két tagja, ecsedi Báthori István és András foglalták el a várat. Ezt követően a Báthori család három ága pereskedett az uradalomért 1520-ig, amikor is felosztották maguk között. 1598-ban Székely Györgynek nyolcvanegy, Báthori Istvánnak nyolcvan jobbágycsaládját írták össze benne. A Báthoriak birtoklásának Aranyosmeggyesen Báthori András halála vetett véget, akitől leányágon Lónyay Zsigmond örökölte. Gyakran időzött itt Kemény János erdélyi fejedelem, miután feleségül vette Lónyay Annát. A Kemény és Ali pasa háborúja idején, 1660-ban Iszmail budai pasa ágyúk nélkül megostromolta. Kemény halála után, 1662. február 16-án, párthívei itt választották vezérükké Kemény Simont és küldtek hűségnyilatkozatot I. Lipótnak. 1706 elején Ráday Pál itt tárgyalt az erdélyi rendekkel egy erdélyi konföderáció megkötéséről. A község elöljárói 1864-ben úgy informálták Pesty Frigyest, hogy a Rákóczi-szabadságharc alatt a lakosság jórészt elpusztult és ezután települtek be szökött román jobbágyok Máramarosból, Kővárvidékről és Erdélyből, majd a megmaradt kevés református magyar is elrománosodott. 1741-ben 36 görögkatolikus román családot írtak össze benne. A görögkatolikusok 1753-ban emeltek maguknak fatemplomot. Az uradalmat 1732-ben Wesselényi Ferenc örökölte és 1740-ben kiváltotta a zálogot, amelynek fejében az 1660-as évek óta a kamara igazgatta. A 19. század elején a Wesselényi, a Teleki, a Károlyi és a Becsky családnak volt benne nagyobb birtoka. Zsidó lakosát először 1754-ben említették. Hitközséget a 18. század végén szerveztek, de zsinagógát csak 1850 előtt építettek és saját rabbit 1860-tól tartottak. Kis jesiva is működött benne. A 19. század folyamán ismét mezőváros volt, forgalmas vásárral. 1845-ben parasztfelkelés zajlott le benne. 1848 őszén egy helyi szekeres Naszódon járt és Urbantól oltalomlevelet hozott. A szekerest a szolgabíró letartóztatta és Szinyérváralján tartotta elzárva. A nép vasvillákkal indult el kiszabadítani, erre október elején hatszáz nemzetőr szállta meg a falut. Az 1890-es években új parcellákra több százan települtek be. 1923-ban kivált belőle Meggyesgombás. Az 1930-as és 40-es években hozzátartozott Szatmárgörbed. 1956-ban kivált belőle Meggyeshegy, Meggyesforduló és Etény. 1966 és 1977 között hozzácsatolták a korábban Józsefházához tartozó Józsefházai szőlőhegyet és Gémestanyát és a Szatmárgörbedhez tartozó Románfalvát.

## Látnivalók
- Várkastélya. Az első vár az Árpád-korban épült és sokáig Jákóvárnak is hívták. 1490-ben ecsedi Báthori István és András foglalták el. A középkori várat a 16–17. században, több szakaszban átépítették. A legfontosabb építési periódus Lónyay Zsigmond birtoklásának idejére, 1630 és 1657 közé esik. Az általa átalakított várkastély négyszögletes alaprajzú, kétszintes építmény volt, négy sarokbástyával, kaputoronnyal, belső udvarral és a középkori vár árokrendszerével. Erre még a 17. században egy harmadik emeletet is építettek. Miután Lónyay Annától a Habsburgok hűtlenség címén elkonfiskálták, a szatmári császári őrség 1670-ben lerombolta. Megmaradt részei 1707-ben leégtek. Wesselényi Ferenc 1732 után újjáépítette és a 19. században még lakták.[9] Elromosodott, 1940 és 44 között részben felújították, de a német csapatok felgyújtották. Ma erősen romos állapotú. Négy sarokbástyás sáncművének részletei láthatók a környező kertekben.
- Református temploma 1892-ben épült, egy 1774-ből való fatemplom helyén. Építéséhez felhasználták a Báthoriak által építtetett kőtemplom köveit.[10] Ortodox, eredetileg görögkatolikus templomát 1883 és 96 között, szintén egy 18. századi fatemplom helyére építették.[11]
- A Boros család kúriáját Boross Ignác építtette 1869-ben, később Boros Zoltán átalakíttatta.[12]
- A községháza a 19. századi Grosz-kúria épületében működik.[13]

## Gazdaság
- Fafeldolgozás, bútorgyár.
- Bentonitfeldolgozás.
- Zetea cujka- és pálinkagyár.
- Cipőgyár.

## Híres emberek

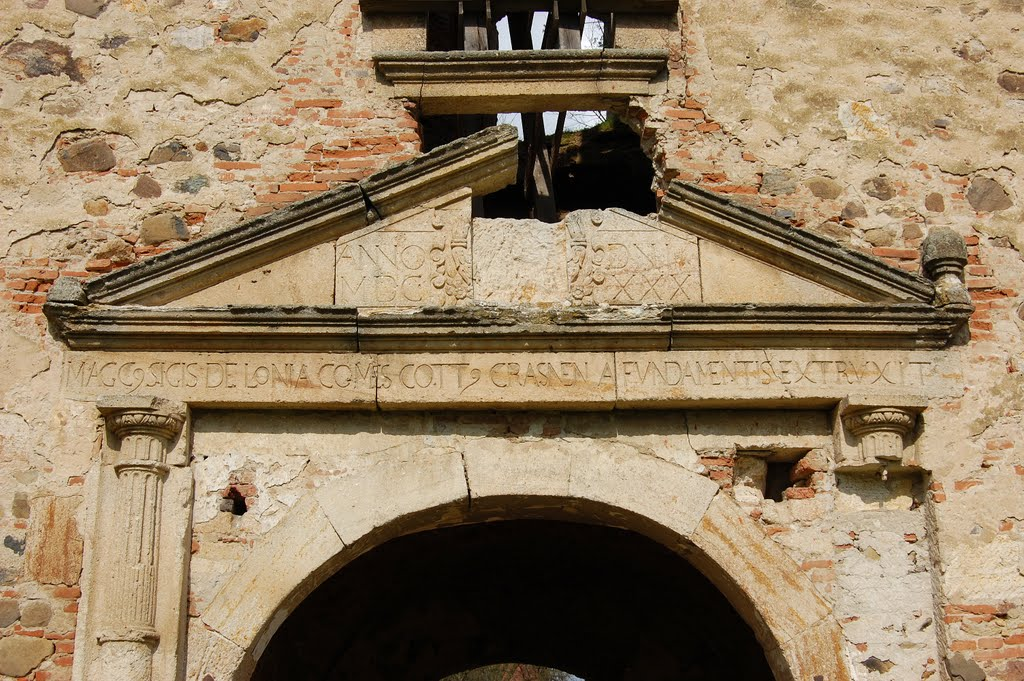

- Itt született 1604-ben Medgyesi Pál református teológus, fordító.
- Itt született 1885-ben Radák Lajos huszárezredes, földbirtokos, magyarországi országgyűlési képviselő.
- Itt született 1961-ben Visky S. Béla református lelkész, teológiai tanár, teológiai szakíró, műfordító, költő.
- Itt született 1861-ben Ferenczy Gyula lelkész, egyetemi tanár.